# Tomislav Koljatić
Tomislav Koljatić-Maroević, né à Santiago du Chili le 19 septembre 1955, est un évêque catholique chilien, évêque de Linares depuis 2003. 

## Biographie
Tomislav Koljatić naît à Santiago de parents immigrés croates originaires de l'île de Brač en Dalmatie. Il est le cadet de trois frères. Il poursuit ses études primaires et secondaires au Colegio del Verbo Divino, collège de la Société du Verbe Divin de Las Condes à Santiago. En 1977, il est diplômé en sciences économiques de l'université pontificale catholique du Chili. Il fait partie d'un mouvement de jeunesse actif à la paroisse du Sacré-Cœur de Providencia dans le quartier de l'avenida El Bosque. Il entre en 1980 au grand séminaire pontifical de Santiago et il est ordonné prêtre le 14 août 1987 dans la cathédrale métropolitaine de Santiago du Chili par Juan Francisco Fresno. 
Il commence son ministère en étant vicaire de la paroisse Saint-Grégoire dans la zone Sud de Santiago. Il est pendant dix ans assesseur de la pastorale de l'université pontificale catholique du Chili, spécialement du campus de l'Orient. En 1997, il est nommé curé de la paroisse Sainte-Marie-Reine-des-Apôtres, également dans la zone Sud de la capitale chilienne.

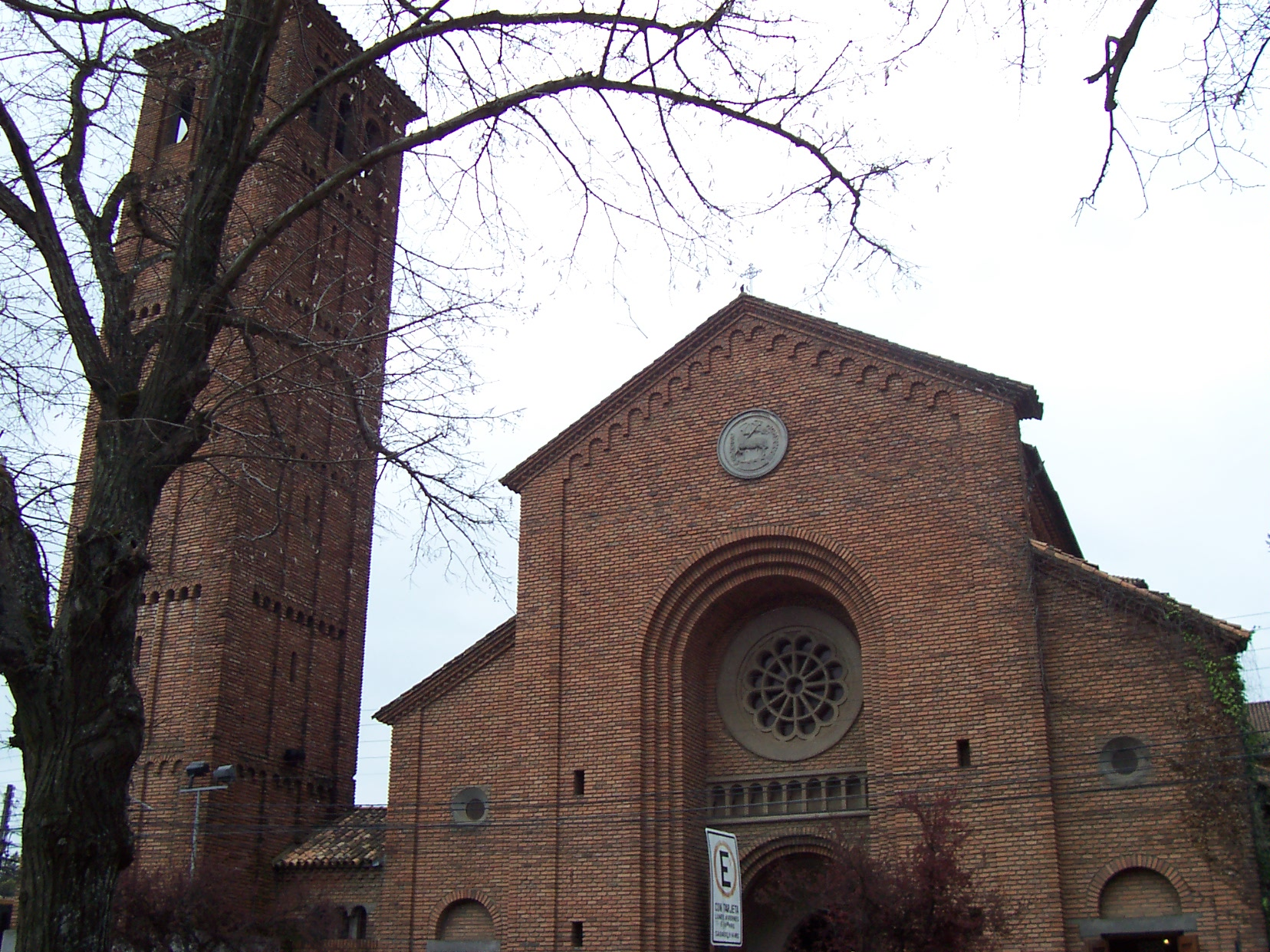
Cathédrale Saint-Ambroise de Linares.

Quelques mois plus tard, le 27 novembre 1997, le pape Jean-Paul II le nomme évêque auxiliaire (il a 42 ans) de l'archidiocèse de Concepción avec le titre d'évêque in partibus de Bencenna (de). Il choisit comme devise A Jesús por María. Il est consacré évêque en la basilique Saint-Pierre de Rome le 6 janvier 1998 des mains mêmes de saint Jean-Paul II, les co-consécrateurs étant le cardinal Re et le cardinal Mejía. Il s'occupe particulièrement de la jeunesse de la province d'Arauco. 
Il est nommé le 17 janvier 2003 évêque de Linares ; il prend possession de son siège le 15 mars suivant à la cathédrale Saint-Ambroise. Comme tous les évêques chiliens, il offre sa démission au pape François le 18 mai 2018.